# Rhinocolura
Rhinocolura (en griego antiguo Ῥινοκόλουρα, Rhinokóloura) o Rhinocorura (en griego antiguo: Ῥινοκόρουρα, Rhinokóroura) era el nombre de una región y ciudad asociada o bien, ríos que se encuentran en un área entre el Antiguo Egipto y la Tierra de Israel. Este nombre puede referirse explícitamente a:

## Rhinocolura, lugar desértico
Lugar desértico al borde del desierto del Sinaí en la frontera entre el Antiguo Egipto y la Tierra de Israel mencionado por Estrabón.

## Rhinocolura, fortaleza
Diodoro Sículo. relata que la fortaleza fue fundada en los confines de Egipto y Siria por el legendario rey de Etiopía Actisanes que "conquistó Egipto y la gobernó con justicia". En principio, fue un lugar de destierro para los culpables de robo a los que se castigaba cortándoles la nariz. Este parece ser el uso original del nombre, que significa 'narices cortadas' en griego. La versión de Estrabón de la historia relata que fue levantada por los etíopes que habían intentado invadir Egipto y, posteriormente, fueron castigados cortándoles la nariz y obligados a establecerse allí como prisioneros hasta el final de sus días. 
La fortaleza de Rhinocolura, que es identificada con la moderna El Arish, estaba protegiendo uno de los tramos del Camino de Horus, que comenzaba en la fortaleza fronteriza de Sile (el moderno Tell Abu Seifa) cerca de El-Qantara, y cruzaba el tramo desértico sin agua, siguiendo la línea de las lagunas saladas, hasta llegar a Gaza. Posteriormente, la fortaleza, conocida por sus altos muros y con características de inexpugnable, pasaría a convertirse en una próspera e importante ciudad comercial.
Puede ser idéntica a la fortaleza fronteriza egipcia de Tyaru, a donde se desterraba a los funcionarios egipcios que habían cometido delitos después de que les cortaran la nariz.

## Rhinocolura, "Río de Egipto"
Con el nombre de Rhinocolura, es identificado el 'río o torrente de Egipto' de la Biblia, que parece corresponderse con el brazo de agua pelusiano, el más oriental del delta del Nilo, que posteriormente llegaría a secarse. Estaba ubicado aproximadamente donde se encuentra el actual Canal de Suez. Esta utilización del término se encuentra en la traducción de la Septuaginta en Isaías 27:12. Es de suponer que la localidad mencionada por Estrabón y Diodoro se encontraría en sus proximidades y dio su nombre al río.

## Rhinocolura, ciudad costera
Rhinocolura, consta como el nombre de una o dos (según la interpretación), ciudades costeras mencionadas por Plinio el Viejo y Josefo. Plinio escribe ambiguamente: 'y las dos ciudades de Rhinocolura, Rafia, en tierra adentro, Gaza y Anthedon, en tierra adentro'. Josefo menciona a una Rhinocolura costera cerca de Gaza, Anthedon y Rafia. También menciona a Rhinocolura en relación con Pelusium. El Rhinocolura costero (o uno de ellos si hubiera dos) es identificado comúnmente con El-Arish. No se conoce a ciencia cierta si es el mismo Rhinocolura de Estrabón y Diodoro. Los arqueólogos no han encontrado evidencia de ocupación antes del período helenístico en El-Arish.

## Rhinocolura, uadi El-Arish
La Rhinocolura, del uadi El-Arish se formó cuando se secó y desapareció el brazo pelusiano del Nilo, lo que llevó a los comentaristas bíblicos a identificar la Rhinocurara de la Septuaginta (el 'torrente de Egipto') con el uadi El-Arish que proporcionaba agua a El-Arish identificada con la Rhinocolura costera de Plinio y Josefo.

## Rhinocolura, sede titular
Rhinocolura o Rhinocorura (en latín, Rhinocoruritanus), fue una sede titular católica y sufragánea de Pelusium que representa al Sinaí.